# 道の駅小国

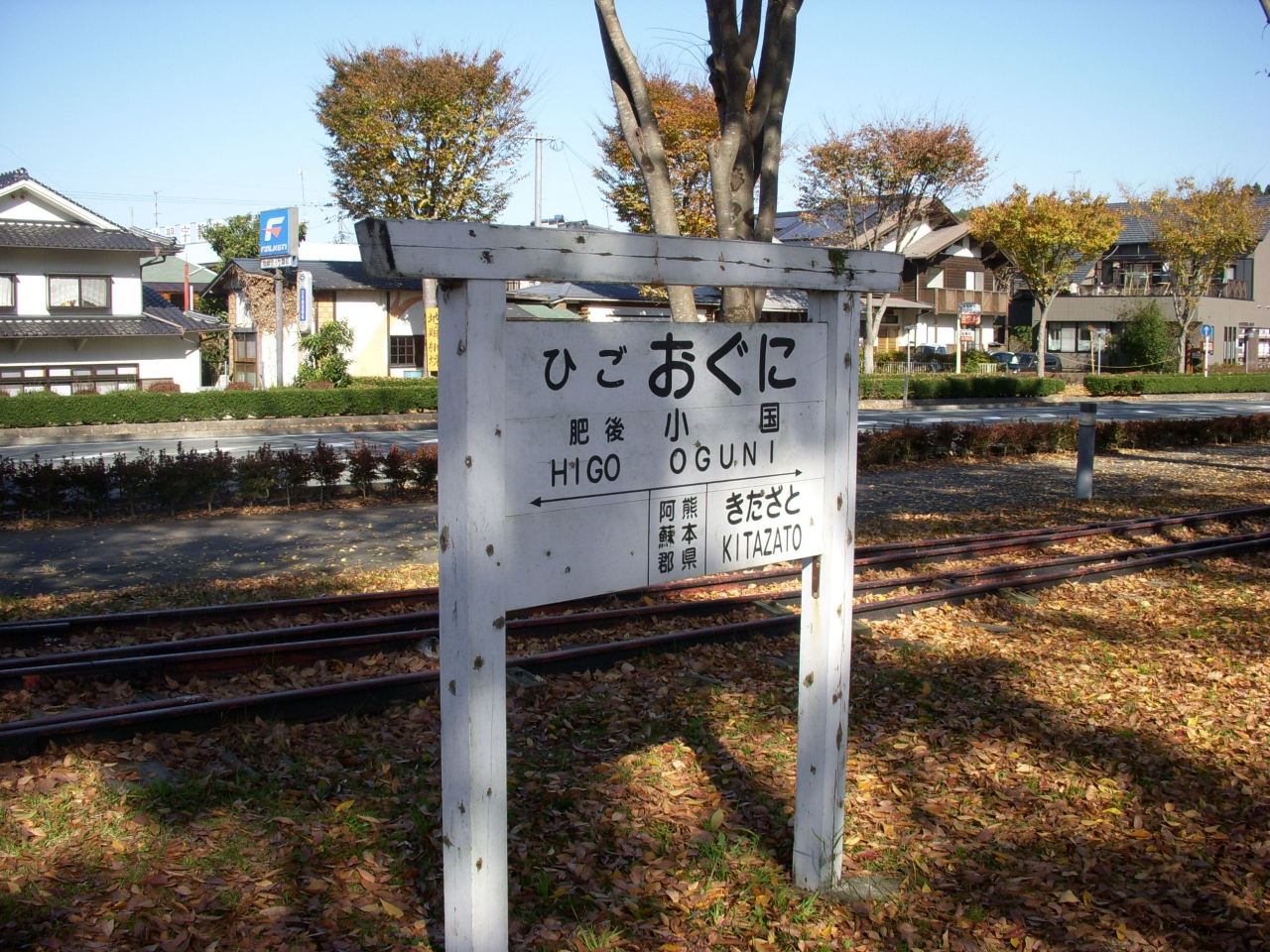
肥後小国駅跡地

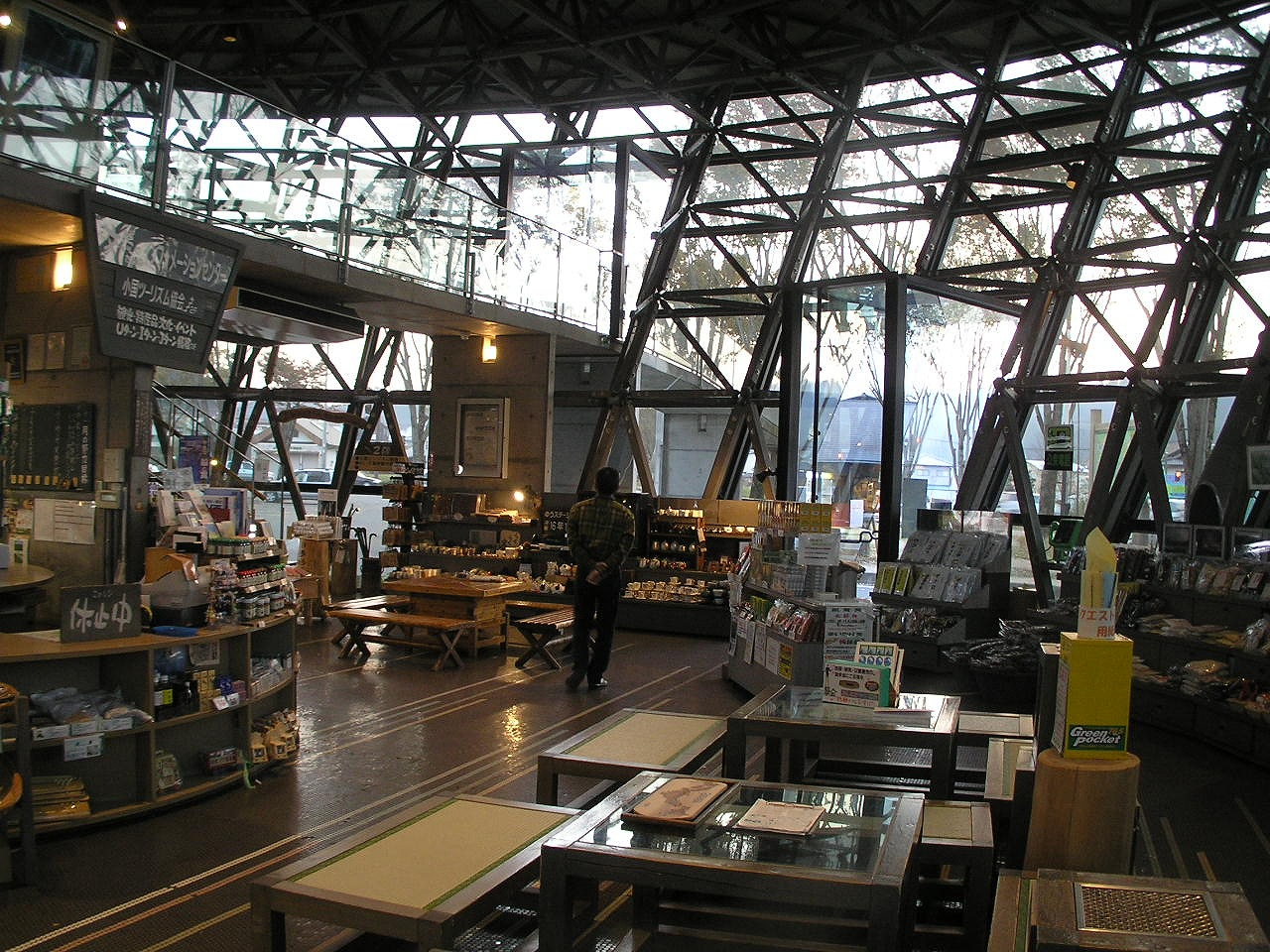
道の駅内部（売店）

道の駅小国（みちのえき おぐに）は、熊本県阿蘇郡小国町にある国道387号および国道442号の道の駅である。

## 概要
「ゆうステーション」は、町特産の木材を主体構造（木造立体トラス構法）とし、ガラス窓をふんだんに配置した、逆台形の特色ある建物である。

## 沿革
- 1985年（昭和60年） - 日本国有鉄道宮原線肥後小国駅跡地に町営施設「ゆうステーション」として開設。
- 1993年（平成5年）4月22日 - に道の駅に登録された。
- 2015年（平成27年）1月30日 - 「体験型モデルハウス、IJUターン情報発信及び窓口を設置」を理由に重点道の駅に選定された[1]。

## 施設
- 駐車場
  - 普通車：35台
  - 大型車：3台
  - 身障者用：3台
- トイレ
  - 男：大 2器（1器）、小 5器（2器）
  - 女：8器（4器）
  - 身障者用：3器（1器）

※（）内は、24時間利用可能
- 公衆電話
- 公衆FAX
- 売店ゆうステーション、小国ツーリズム協会（8:30 - 18:00）
- インフォメーションセンター
- 自動販売機コーナー
- バスターミナル
- 肥後小国駅関連モニュメント

## アクセス
交通面では、国道442号による福岡市・大分県日田市・杖立温泉・黒川温泉方面への交通と国道387号（国道442号重複）による大分県玖珠町・熊本県阿蘇市・熊本市方面への交通の結節点にあたり、観光シーズンにはドライブ中途の観光客が休息に訪れることが多い。また、小規模ながらバスターミナルとしての機能も持ち、例えば九州産交バス・西鉄バス・日田バスが三社共同で設定した杖立・黒川温泉めぐりきっぷにおいては、乗り継ぎバスセンターとして指定されている。
なお、宮原線跡に設けられた遊歩道へのアクセスにも便利である。
- 国道387号 - 登録路線
- 国道442号 - 登録路線